# El Carmen de Viboral
El Carmen de Viboral är en kommun i Colombia.   Den ligger i departementet Antioquía, i den centrala delen av landet, 200 km nordväst om huvudstaden Bogotá. Antalet invånare är 41 012.